# Richard Henry Lee

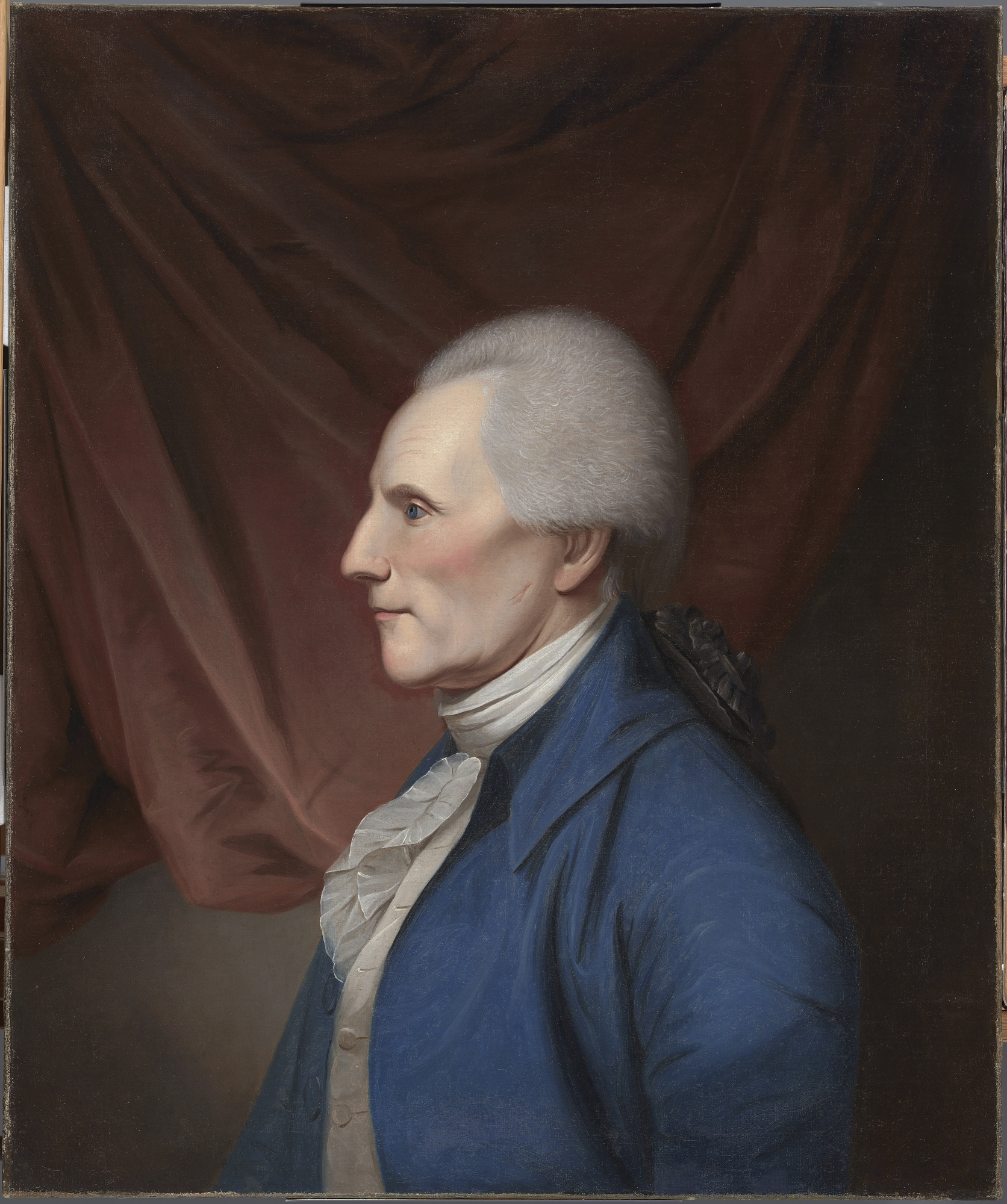
Presidente pro tempore do Senado dos Estados Unidos

Richard Henry Lee (Stratford Hall, 20 de janeiro de 1732 - Chantilly Plantation, 19 de junho de 1794) foi um estadista norte-americano e fundador da Virgínia, mais conhecido pela Resolução Lee de junho de 1776, a moção do Segundo Congresso Continental pedindo a independência das colônias da Grã-Bretanha, liderando à Declaração de Independência dos Estados Unidos, que ele assinou. Ele também serviu um mandato de um ano como presidente do Congresso Continental, foi signatário da Associação Continental e dos Artigos da Confederação, e foi senador dos Estados Unidos da Virgínia de 1789 a 1792, servindo parte desse tempo como o segundo presidente pro tempore da câmara alta.
Ele era um membro da família Lee, uma família historicamente influente na política da Virgínia.